# RHD (ген)
RHD (англ. Rh blood group, D antigen; CD240D) — мембранный белок, продукт гена RHD.

## Функции
Ген RHD кодирует мембранный эритроцитарный белок RhD, который является антигенным фактором Rh в системе групп крови Резус-фактор. RHD имеет сходство в последовательности с генами RHCE, RhAG, RhBG и RhCG, которые являются 5 генами, которые определяют группы крови в системе Резус-фактор. Предполагается, что эритроцитарный комплекс Rh — это гетеротример, состоящий из трёх белковых субъединиц RhAG, RhD и RhCE. Из них белок RhAG является функциональным транспортёром аммония и необходим для нормальной экспрессии RhD и RhCE. Отсутствие комплекса RhD/RhCE/RhAG приводит к гемолитической анемии. Выработка организмом антител к белку RhD приводит к Резус-конфликту.
RHD может входить в олигомерный комплекс, который осуществляет функции транспортёра или канала в мембране эритроцитов. Участвует в транспорте аммония через эритроцитарную мембрану. Видимо, участвует в транспорте моновалентных катионов.

## Тканевая локализация
Белок экспрессируется исключительно на клетках эритроидного ряда.

## Структура
Белок состоит из 417 аминокислот, молекулярная масса 45,2 кДа.